# Anglo-Scottish Cup 1980/81
De Anglo-Scottish Cup 1980/81 was de zesde en laatste editie van deze Britse voetbalcompetitie (exclusief de vijf edities van voorloper Texaco Cup). Titelverdediger St. Mirren had zich gekwalificeerd voor de UEFA Cup en kon daardoor niet deelnemen. Ze werden op de erelijst opgevolgd door Chesterfield, dat in een Engelse finale van Notts County won.

## Deelnemers
Aan de zesde editie van de Anglo-Scottish Cup deden 24 clubs mee die zich niet hadden gekwalificeerd voor Europees voetbal. Net als vorig seizoen waren er zestien ploegen uit Engeland en acht uit Schotland. De Engelse deelnemers speelden een groepsfase waarvan de winnaars zich plaatsten voor de kwartfinales. De Schotse clubs speelden een onderlinge voorronde, waarvan de vier winnaars ook doorgingen naar de kwartfinales.
Dertien ploegen hadden ook aan de vorige editie van het toernooi meegedaan, waarvan er zes al voor de zesde keer op rij deelnamen. Dit waren Blackburn Rovers FC, Blackpool FC, Bristol City FC, Burnley FC, Fulham FC en Sheffield United FC. Zes ploegen (Airdrieonians FC, Chesterfield FC, East Stirlingshire FC, Grimsby Town FC, Shrewsbury Town FC en Rangers FC) namen voor het eerst deel aan de Anglo-Scottish Cup, hoewel Airdrieonians en Rangers in het verleden wel hadden meegedaan aan de Texaco Cup.
Van de elf ploegen die niet terugkeerden na vorige editie had er een zich geplaatst voor Europees voetbal dit seizoen. Vijf ploegen waren te laag geëindigd in de nationale competitie om mee te mogen doen en de overige vijf ploegen hadden geen interesse in deelname.
| Land                         | Deelnemer              | Kwalificatie                   |
| ---------------------------- | ---------------------- | ------------------------------ |
| Engeland (FA) 16 deelnemers  | Bristol City FC        | Nummer 20 (2D)                 |
| Engeland (FA) 16 deelnemers  | Preston North End FC   | Nummer 10 Second Division (2D) |
| Engeland (FA) 16 deelnemers  | Oldham Athletic AFC    | Nummer 11 Second Division (2D) |
| Engeland (FA) 16 deelnemers  | Shrewsbury Town FC     | Nummer 13 Second Division (2D) |
| Engeland (FA) 16 deelnemers  | Orient FC              | Nummer 14 Second Division (2D) |
| Engeland (FA) 16 deelnemers  | Notts County FC        | Nummer 17 Second Division (2D) |
| Engeland (FA) 16 deelnemers  | Fulham FC              | Nummer 20 Second Division (3D) |
| Engeland (FA) 16 deelnemers  | Burnley FC             | Nummer 21 Second Division (3D) |
| Engeland (FA) 16 deelnemers  | Grimsby Town FC        | Kampioen Third Division (2D)   |
| Engeland (FA) 16 deelnemers  | Blackburn Rovers FC    | Nummer 2 Third Division (2D)   |
| Engeland (FA) 16 deelnemers  | Chesterfield FC        | Nummer 4 Third Division (3D)   |
| Engeland (FA) 16 deelnemers  | Carlisle United FC     | Nummer 6 Third Division (3D)   |
| Engeland (FA) 16 deelnemers  | Sheffield United FC    | Nummer 12 Third Division (3D)  |
| Engeland (FA) 16 deelnemers  | Blackpool FC           | Nummer 18 Third Division (3D)  |
| Engeland (FA) 16 deelnemers  | Hull City AFC          | Nummer 20 Third Division (3D)  |
| Engeland (FA) 16 deelnemers  | Bury FC                | Nummer 21 Third Division (4D)  |
| Schotland (SFA) 8 deelnemers | Rangers FC             | Nummer 5                       |
| Schotland (SFA) 8 deelnemers | Morton FC              | Nummer 6                       |
| Schotland (SFA) 8 deelnemers | Partick Thistle FC     | Nummer 7                       |
| Schotland (SFA) 8 deelnemers | Kilmarnock FC          | Nummer 8                       |
| Schotland (SFA) 8 deelnemers | Heart of Midlothian FC | Kampioen First Division        |
| Schotland (SFA) 8 deelnemers | Airdrieonians FC       | Nummer 2 First Division        |
| Schotland (SFA) 8 deelnemers | Falkirk FC             | Kampioen Second Division (2D)  |
| Schotland (SFA) 8 deelnemers | East Stirlingshire FC  | Nummer 2 Second Division (2D)  |

## Toernooi-opzet
De zestien Engelse clubs begonnen het toernooi met een groepsfase. De ploegen werden op regionale basis verdeeld in vier groepen van vier clubs en speelden daarin een halve competitie. Een ploeg kreeg 2 punten voor een zege, 1 punt voor een gelijkspel en 0 punten voor een nederlaag. Verder werd er 1 bonuspunt uitgereikt aan een ploeg als zij minimaal drie keer scoorden in een wedstrijd. De groepswinnaar ging door naar de knock-outfase; bij gelijke stand werd gekeken naar het doelsaldo.
De acht Schotse clubs speelden eerst een duel met een tegenstander uit eigen land, bestaande uit een thuis- en een uitduel. De winnaars van die ontmoetingen plaatsten zich voor de volgende ronde.
De vier Engelse groepswinnaars en de vier resterende Schotse deelnemers speelden vervolgens een knock-outtoernooi. In de kwartfinales trof elke Engelse ploeg een Schotse tegenstander. Elke ronde (ook de finale) bestond uit een thuis- en een uitduel. Het team dat de meeste doelpunten maakte plaatste zich voor de volgende ronde. Bij een gelijke stand werd er verlengd en, indien nodig, strafschoppen genomen.

### Groepsfase
De groepsfase vond plaats tussen 16 juli en 22 augustus 1980. De groepswinnaars plaatsten zich voor de kwartfinale.

#### Groep A
De ploegen in Groep A waren afkomstig uit Yorkshire en de East Midlands. Grimsby Town was gepromoveerd naar de Second Division, terwijl Chesterfield, Hull City en Sheffield United in de Third Division speelden. Chesterfield en Grimsby Town waren debutanten in het toernooi, Sheffield United had aan elke editie meegedaan.
| Datum      | Team             | Score | Team             |
| ---------- | ---------------- | ----- | ---------------- |
| 16 juli    | Hull City        | 1 - 0 | Grimsby Town     |
| 31 juli    | Chesterfield     | 1 - 0 | Sheffield United |
| 2 augustus | Grimsby Town     | 3 - 3 | Chesterfield     |
| 2 augustus | Sheffield United | 2 - 1 | Hull City        |
| 5 augustus | Chesterfield     | 1 - 1 | Hull City        |
| 5 augustus | Sheffield United | 0 - 1 | Grimsby Town     |

| Nr. | Club                | Wedstrijden | Wedstrijden | Wedstrijden | Wedstrijden | Doelpunten | Doelpunten | Doelpunten | BP | Punten |
| --- | ------------------- | ----------- | ----------- | ----------- | ----------- | ---------- | ---------- | ---------- | -- | ------ |
| Nr. | Club                | G           | W           | G           | V           | V          | T          | Saldo      | BP | Punten |
| 1   | Chesterfield FC     | 3           | 1           | 2           | 0           | 5          | 4          | +1         | 1  | 5      |
| 2   | Grimsby Town FC     | 3           | 1           | 1           | 1           | 4          | 4          | 0          | 1  | 4      |
| 3   | Hull City FC        | 3           | 1           | 1           | 1           | 3          | 3          | 0          |    | 3      |
| 4   | Sheffield United FC | 3           | 1           | 0           | 2           | 2          | 3          | −1         |    | 2      |

#### Groep B
De ploegen in Groep B waren afkomstig uit het midden en zuiden van Engeland (Bristol, Groot-Londen en Nottingham). Bristol City, Orient en Notts County speelden in de Second Division, Fulham was vorig seizoen naar de Third Division gedegradeerd. Bristol City was de enige Engelse deelnemer die vorig seizoen nog op het hoogste niveau actief was, maar zij kwamen na degradatie dus ook een niveau lager uit.
| Datum       | Team         | Score | Team         |
| ----------- | ------------ | ----- | ------------ |
| 2 augustus  | Bristol City | 2 - 0 | Fulham       |
| 2 augustus  | Notts County | 2 - 2 | Orient       |
| 4 augustus  | Fulham       | 0 - 1 | Notts County |
| 5 augustus  | Orient       | 1 - 2 | Fulham       |
| 6 augustus  | Bristol City | 1 - 1 | Notts County |
| 22 augustus | Orient       | 1 - 0 | Bristol City |

| Nr. | Club            | Wedstrijden | Wedstrijden | Wedstrijden | Wedstrijden | Doelpunten | Doelpunten | Doelpunten | BP | Punten |
| --- | --------------- | ----------- | ----------- | ----------- | ----------- | ---------- | ---------- | ---------- | -- | ------ |
| Nr. | Club            | G           | W           | G           | V           | V          | T          | Saldo      | BP | Punten |
| 1   | Notts County FC | 3           | 1           | 2           | 0           | 4          | 3          | +1         |    | 4      |
| 2   | Bristol City FC | 3           | 1           | 1           | 1           | 3          | 2          | +1         |    | 3      |
| 3   | Orient FC       | 3           | 1           | 1           | 1           | 4          | 4          | 0          |    | 3      |
| 4   | Fulham FC       | 3           | 1           | 0           | 2           | 2          | 4          | −2         |    | 2      |

#### Groep C
De ploegen in Groep C waren voornamelijk afkomstig uit het historische graafschap Lancashire, met Shrewsbury Town uit Shropshire als vierde deelnemer. Shrewsbury Town en Oldham Athletic speelden in de Second Division, Burnley was vorig seizoen naar de Third Division gedegradeerd en Bury was afgezakt naar de Fourth Division. Bury en Oldham Athletic zaten vorig seizoen ook bij elkaar in de groep. Burnley deed ook mee aan die editie, maar was toen in een andere groep ingedeeld.
Deze groep zorgde voor enkele unicums in de geschiedenis van de Anglo-Scottish Cup. Zo was Bury was de enige deelnemer die datzelfde seizoen uitkwam op het vierde niveau en wist elke deelnemer een zege te behalen waarbij ze minimaal drie keer scoorden. Hierdoor kreeg iedere ploeg een bonuspunt, dit was ook nog nooit eerder voorgekomen. Bury won de groep door Burnley (met 2−1) en Oldham Athletic (met 3−2) te verslaan, terwijl ze van Shrewsbury Town met 3−0 verloren. Hierdoor werden ze ook de enige ploeg die groepswinnaar werd met een negatief doelsaldo.
| Datum      | Team            | Score | Team            |
| ---------- | --------------- | ----- | --------------- |
| 29 juli    | Bury            | 2 - 1 | Burnley         |
| 2 augustus | Burnley         | 3 - 1 | Oldham Athletic |
| 2 augustus | Shrewsbury Town | 3 - 0 | Bury            |
| 5 augustus | Burnley         | 1 - 1 | Shrewsbury Town |
| 5 augustus | Bury            | 3 - 2 | Oldham Athletic |
| 9 augustus | Oldham Athletic | 4 - 1 | Shrewsbury Town |

| Nr. | Club                | Wedstrijden | Wedstrijden | Wedstrijden | Wedstrijden | Doelpunten | Doelpunten | Doelpunten | BP | Punten |
| --- | ------------------- | ----------- | ----------- | ----------- | ----------- | ---------- | ---------- | ---------- | -- | ------ |
| Nr. | Club                | G           | W           | G           | V           | V          | T          | Saldo      | BP | Punten |
| 1   | Bury FC             | 3           | 2           | 0           | 1           | 5          | 6          | −1         | 1  | 5      |
| 2   | Burnley FC          | 3           | 1           | 1           | 1           | 5          | 4          | +1         | 1  | 4      |
| 3   | Shrewsbury Town FC  | 3           | 1           | 1           | 1           | 5          | 5          | 0          | 1  | 4      |
| 4   | Oldham Athletic AFC | 3           | 1           | 0           | 2           | 7          | 7          | 0          | 1  | 3      |

#### Groep D
De ploegen in Groep D waren afkomstig uit het historische graafschap Lancashire en uit Cumbria. Blackburn Rovers en Preston North End speelden in de Second Division; Carlisle United en Blackpool kwamen in de Third Division uit. Blackburn Rovers, Blackpool en Preston North End zaten vorig seizoen ook bij elkaar in de groep. Carlisle United nam de plek in van Burnley, dat dit jaar in een andere groep werd ingedeeld. De groepswinst ging naar Blackpool, dat in hun zesde deelname zich voor het eerst wist te plaatsen voor de kwartfinales.
| Datum      | Team              | Score | Team             |
| ---------- | ----------------- | ----- | ---------------- |
| 30 juli    | Blackpool         | 2 - 0 | Blackburn Rovers |
| 30 juli    | Preston North End | 0 - 0 | Carlisle United  |
| 2 augustus | Carlisle United   | 1 - 2 | Blackpool        |
| 2 augustus | Preston North End | 0 - 1 | Blackburn Rovers |
| 5 augustus | Carlisle United   | 1 - 4 | Blackburn Rovers |
| 5 augustus | Preston North End | 0 - 1 | Blackpool        |

| Nr. | Club                 | Wedstrijden | Wedstrijden | Wedstrijden | Wedstrijden | Doelpunten | Doelpunten | Doelpunten | BP | Punten |
| --- | -------------------- | ----------- | ----------- | ----------- | ----------- | ---------- | ---------- | ---------- | -- | ------ |
| Nr. | Club                 | G           | W           | G           | V           | V          | T          | Saldo      | BP | Punten |
| 1   | Blackpool FC         | 3           | 3           | 0           | 0           | 5          | 1          | +4         |    | 6      |
| 2   | Blackburn Rovers FC  | 3           | 2           | 0           | 1           | 5          | 3          | +2         | 1  | 5      |
| 3   | Preston North End FC | 3           | 0           | 1           | 2           | 0          | 2          | −2         |    | 1      |
| 4   | Carlisle United FC   | 3           | 0           | 1           | 2           | 2          | 6          | −4         |    | 1      |

### Knock-outfase
|  | Voorronde           | Voorronde    | Voorronde | Voorronde |   |               | Kwartfinale | Kwartfinale | Kwartfinale | Kwartfinale |   |            | Halve finale        | Halve finale | Halve finale | Halve finale |  |  | Finale | Finale | Finale | Finale |
|  |                     |              |           |           |   |               |             |             |             |             |   |            |                     |              |              |              |  |  |        |        |        |        |
|  | Airdrieonians       | 3            | 3         | 6         |   |               |             |             |             |             |   |            |                     |              |              |              |  |  |        |        |        |        |
|  | Heart of Midlothian | 0            | 3         | 3         |   |               |             |             |             |             |   |            |                     |              |              |              |  |  |        |        |        |        |
|  | Heart of Midlothian | 0            | 3         | 3         |   | Airdrieonians | 2           | 0           | 2           |             |   |            |                     |              |              |              |  |  |        |        |        |        |
|  |                     |              |           |           |   | Airdrieonians | 2           | 0           | 2           |             |   |            |                     |              |              |              |  |  |        |        |        |        |
|  |                     | Bury         | 4         | 1         | 5 |               |             |             |             |             |   |            |                     |              |              |              |  |  |        |        |        |        |
|  | Bury                | Bury         | 4         | 1         | 5 |               |             | C           |             |             |   |            |                     |              |              |              |  |  |        |        |        |        |
|  | Bury                |              |           |           |   |               |             | C           |             |             |   |            |                     |              |              |              |  |  |        |        |        |        |
|  | Winnaar Groep C     |              |           |           |   |               |             |             |             |             |   |            |                     |              |              |              |  |  |        |        |        |        |
|  |                     |              |           |           |   |               |             | Bury        | 1           | 1           | 2 |            |                     |              |              |              |  |  |        |        |        |        |
|  |                     |              |           |           |   |               |             |             |             |             | 2 |            |                     |              |              |              |  |  |        |        |        |        |
|  |                     | Chesterfield | 2         | 1         | 3 |               |             |             |             |             |   |            |                     |              |              |              |  |  |        |        |        |        |
|  | Rangers             | Chesterfield | 2         | 1         | 3 | 3             | 2           | 5           |             |             |   |            |                     |              |              |              |  |  |        |        |        |        |
|  | Rangers             |              |           |           |   | 3             | 2           | 5           |             |             |   |            |                     |              |              |              |  |  |        |        |        |        |
|  | Partick Thistle     | 1            | 3         | 4         |   |               |             |             |             |             |   |            |                     |              |              |              |  |  |        |        |        |        |
|  | Partick Thistle     | 1            | 3         | 4         |   | Rangers       | 1           | 0           | 1           |             |   |            |                     |              |              |              |  |  |        |        |        |        |
|  |                     |              |           |           |   | Rangers       | 1           | 0           | 1           |             |   |            |                     |              |              |              |  |  |        |        |        |        |
|  |                     | Chesterfield | 1         | 3         | 4 |               |             |             |             |             |   |            |                     |              |              |              |  |  |        |        |        |        |
|  | Chesterfield        | Chesterfield | 1         | 3         | 4 |               |             | A           |             |             |   |            |                     |              |              |              |  |  |        |        |        |        |
|  | Chesterfield        |              |           |           |   |               |             | A           |             |             |   |            |                     |              |              |              |  |  |        |        |        |        |
|  | Winnaar Groep A     |              |           |           |   |               |             |             |             |             |   |            |                     |              |              |              |  |  |        |        |        |        |
|  |                     |              |           |           |   |               |             |             |             |             |   |            | Chesterfield (n.v.) | 1            | 1            | 2            |  |  |        |        |        |        |
|  |                     |              |           |           |   |               |             |             |             |             |   |            |                     |              |              |              |  |  |        |        |        |        |
|  |                     | Notts County | 0         | 1         | 1 |               |             |             |             |             |   |            |                     |              |              |              |  |  |        |        |        |        |
|  | Blackpool           | Notts County | 0         | 1         | 1 |               |             | D           |             |             |   |            |                     |              |              |              |  |  |        |        |        |        |
|  | Blackpool           |              |           |           |   |               |             | D           |             |             |   |            |                     |              |              |              |  |  |        |        |        |        |
|  | Winnaar Groep D     |              |           |           |   |               |             |             |             |             |   |            |                     |              |              |              |  |  |        |        |        |        |
|  |                     | Blackpool    | 2         | 2         | 4 |               |             |             |             |             |   |            |                     |              |              |              |  |  |        |        |        |        |
|  |                     |              |           |           | 4 |               |             |             |             |             |   |            |                     |              |              |              |  |  |        |        |        |        |
|  |                     | Kilmarnock   | 1         | 4         | 5 |               |             |             |             |             |   |            |                     |              |              |              |  |  |        |        |        |        |
|  | Kilmarnock          | Kilmarnock   | 1         | 4         | 5 | 1             | 3           | 4           |             |             |   |            |                     |              |              |              |  |  |        |        |        |        |
|  | Kilmarnock          |              |           |           |   | 1             | 3           | 4           |             |             |   |            |                     |              |              |              |  |  |        |        |        |        |
|  | East Stirlingshire  | 3            | 0         | 3         |   |               |             |             |             |             |   |            |                     |              |              |              |  |  |        |        |        |        |
|  | East Stirlingshire  | 3            | 0         | 3         |   |               |             |             |             |             |   | Kilmarnock | 1                   | 2            | 3            |              |  |  |        |        |        |        |
|  |                     |              |           |           |   |               |             |             |             |             |   | Kilmarnock | 1                   | 2            | 3            |              |  |  |        |        |        |        |
|  |                     | Notts County | 2         | 5         | 7 |               |             |             |             |             |   |            |                     |              |              |              |  |  |        |        |        |        |
|  | Notts County        | Notts County | 2         | 5         | 7 |               |             | B           |             |             |   |            |                     |              |              |              |  |  |        |        |        |        |
|  | Notts County        |              |           |           |   |               |             | B           |             |             |   |            |                     |              |              |              |  |  |        |        |        |        |
|  | Winnaar Groep B     |              |           |           |   |               |             |             |             |             |   |            |                     |              |              |              |  |  |        |        |        |        |
|  |                     | Notts County | 2         | 1         | 3 |               |             |             |             |             |   |            |                     |              |              |              |  |  |        |        |        |        |
|  |                     |              |           |           | 3 |               |             |             |             |             |   |            |                     |              |              |              |  |  |        |        |        |        |
|  |                     | Morton       | 0         | 1         | 1 |               |             |             |             |             |   |            |                     |              |              |              |  |  |        |        |        |        |
|  | Falkirk             | Morton       | 0         | 1         | 1 | 2             | 1           | 3           |             |             |   |            |                     |              |              |              |  |  |        |        |        |        |
|  | Falkirk             |              |           |           |   | 2             | 1           | 3           |             |             |   |            |                     |              |              |              |  |  |        |        |        |        |
|  | Morton              | 2            | 5         | 7         |   |               |             |             |             |             |   |            |                     |              |              |              |  |  |        |        |        |        |

### Schotse voorronde
De acht Schotse deelnemers troffen elkaar om te bepalen welke vier ploegen zich bij de Engelse groepswinnaars mochten voegen in de kwartfinales. De wedstrijden werden gespeeld op 30 juli en 2 augustus (heen) en op 5 en 6 augustus (terug).
| Team 1           | Tot.  | Team 2                 | 1e wedstr. | 2e wedstr. |
| ---------------- | ----- | ---------------------- | ---------- | ---------- |
| Airdrieonians FC | 6 - 3 | Heart of Midlothian FC | 3 - 0      | 3 - 3      |
| Kilmarnock FC    | 4 - 3 | East Stirlingshire FC  | 1 - 3      | 3 - 0      |
| Rangers FC       | 5 - 4 | Partick Thistle FC     | 3 - 1      | 2 - 3      |
| Falkirk FC       | 3 - 7 | Morton FC              | 2 - 2      | 1 - 5      |

### Kwartfinales
De kwartfinales werden gespeeld op 9 en 16 september en 13 oktober (heen) en op 30 september, 14 en 28 oktober (terug).
| Team 1           | Tot.  | Team 2          | 1e wedstr. | 2e wedstr. |
| ---------------- | ----- | --------------- | ---------- | ---------- |
| Airdrieonians FC | 2 - 5 | Bury FC         | 2 - 4      | 0 - 1      |
| Blackpool FC     | 4 - 5 | Kilmarnock FC   | 2 - 1      | 2 - 4      |
| Notts County FC  | 3 - 1 | Morton FC       | 2 - 0      | 1 - 1      |
| Rangers FC       | 1 - 4 | Chesterfield FC | 1 - 1      | 0 - 3      |

### Halve finales
De halve finales werden gespeeld op 4 en 18 november (eerste halve finale) en op 2 en 9 december (tweede halve finale).
| Team 1     | Tot.  | Team 2          | 1e wedstr. | 2e wedstr. |
| ---------- | ----- | --------------- | ---------- | ---------- |
| Kilmarnock | 3 - 7 | Notts County FC | 1 - 2      | 2 - 5      |
| Bury FC    | 2 - 3 | Chesterfield FC | 1 - 2      | 1 - 1      |

### Finale
|               |                 |       |                 |                                                      |
| 24 maart 1981 | Chesterfield FC | 1 - 0 | Notts County FC | Recreation Ground, Chesterfield Toeschouwers: 10.190 |
| 24 maart 1981 | Moss            |       |                 | Recreation Ground, Chesterfield Toeschouwers: 10.190 |

|               |                 |            |                 |                                              |
| 31 maart 1981 | Notts County FC | 1 - 1 n.v. | Chesterfield FC | Meadow Lane, Nottingham Toeschouwers: 12.951 |
| 31 maart 1981 | Masson 73'      |            | 120' Crawford   | Meadow Lane, Nottingham Toeschouwers: 12.951 |

 Chesterfield FC wint na verlenging met 2–1 over twee wedstrijden.

| Winnaar Anglo-Scottish Cup 1980/81 |
| ---------------------------------- |
| Chesterfield FC 1e titel           |

## Trivia
- De finale van deze editie was de enige finale van de Anglo-Scottish Cup waarin er werd verlengd. Alan Crawford scoorde in de laatste minuut van de verlenging het beslissende doelpunt namens Chesterfield, tevens het laatste doelpunt in de geschiedenis van het toernooi.
- De thuiswedstrijd van Kilmarnock tegen Notts County op 4 november 1980 was de laatste wedstrijd van de Anglo-Scottish Cup die in Schotland werd gespeeld.

Texaco Cup:
1970/71 ·
1971/72 ·
1972/73 ·
1973/74 ·
1974/75

Anglo-Scottish Cup:
1975/76 ·
1976/77 ·
1977/78 ·
1978/79 ·
1979/80 ·
1980/81